# Карагайли (Бєлорєцький район)
Карагайли́ (рос. Карагайлы, башк. Ҡарағайлы) — присілок (колишнє селище) у складі Бєлорєцького району Башкортостану, Росія. Входить до складу Абзаковської сільської ради.
До 13 травня 1988 року присілок перебував у складі Учалинського району.
Населення — 4 особи (2010; 11 в 2002).
Національний склад:
- башкири — 82%